# Tabanus pauper
Tabanus pauper är en tvåvingeart som beskrevs av Camillo Rondani 1875. Tabanus pauper ingår i släktet Tabanus och familjen bromsar. Inga underarter finns listade i Catalogue of Life.